# Садова (Калінінський район)
Садова (рос. Садовая) — присілок в Калінінському районі Тверської області Російської Федерації.
Населення становить 45 осіб. Входить до складу муніципального утворення Тургиновське сільське поселення.

## Історія
Від 2005 року входить до складу муніципального утворення Тургиновське сільське поселення.

## Населення
| 2008 | 2010 |
| ---- | ---- |
| 107  | ↘45  |